# Da Capo
Az 1967-es Da Capo a Love nagylemeze. A legtöbb dalt 1966. szeptember 27. és október 2. között vették fel. Kivételt képez a 7 and 7 Is, melyet június 20-án rögzítettek. 1966 júliusában adták ki kislemezként (B-oldalon No. Fourteen). A dal rögzítése után csatlakozott a zenekarhoz Michael Stuart dobos és Tjay Cantrelli szaxofonista és fuvolista. Az eredeti dobos, Alban "Snoopy" Pfisterer lett a csembalós és orgonista. Az album szerepel az 1001 lemez, amit hallanod kell, mielőtt meghalsz című könyvben.

## Az album dalai
| 1. | Stephanie Knows Who | Arthur Lee    | 2:33 |
| 2. | Orange Skies        | Bryan MacLean | 2:49 |
| 3. | ¡Que Vida!          | Arthur Lee    | 3:37 |
| 4. | 7 and 7 Is          | Arthur Lee    | 2:15 |
| 5. | The Castle          | Arthur Lee    | 3:00 |
| 6. | She Comes in Colors | Arthur Lee    | 2:43 |

| 1. | Revelation | Lee, Bryan MacLean, Johnny Echols, Ken Forssi | 18:57 |

## Kislemezek
- 7 and 7 Is/No. Fourteen (Elektra 45605)
- Stephanie Knows Who/Orange Skies (Elektra 45608, withdrawn)
- She Comes In Colors/Orange Skies (Elektra 45608)
- ¡Que Vida!/Hey Joe (Elektra 45613)

## Közreműködők
- Arthur Lee – ének, szájharmonika, gitár, dobok, ütőhangszerek
- Johnny Echols – szólógitár
- Bryan MacLean – ritmusgitár, ének
- Ken Forssi – basszusgitár
- Alban "Snoopy" Pfisterer – orgona, csembaló
- Michael Stuart – dobok, ütőhangszerek (kivéve a 7 and 7 Is dalt)
- Tjay Cantrelli – szaxofon, fuvola, ütőhangszerek